# برترام كورير
برترام كورير (بالإنجليزية: Bertram Currier)‏ هو عازف تشيلو أمريكي، ولد في 30 أغسطس 1874، وتوفي في 10 مايو 1934 بسبب مرض.